# Hôtel des Monnaies (Avignon)
Pour les articles homonymes, voir Hôtel des Monnaies.
LHôtel des Monnaies, est un bâtiment à Avignon, dans le département de Vaucluse.

## Histoire

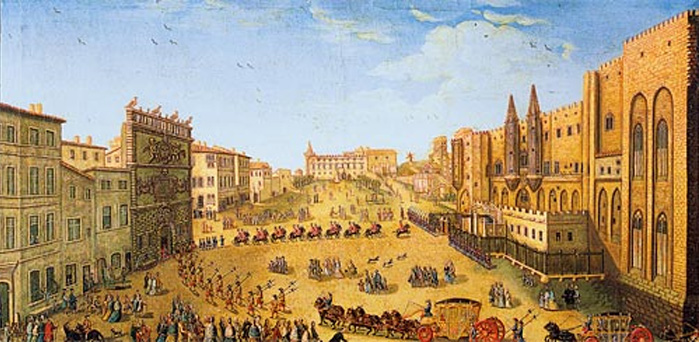
Cortège du vice-légat par Claude Marie Gordot, 1774. François-Marie de Manzi revenant à Avignon après six ans d'occupation française de 1768 à 1774. En tête de cortège se trouvent les chevau-légers pontificaux et à gauche on peut voir leur caserne de l'hôtel des Monnaies

L'inscription dédicatoire sur la façade permet de savoir que l'hôtel a été construit en 1619. Le bâtiment a été commandité par le cardinal Scipion Borghese, légat du pape Paul V. Il n'existe cependant aucun document permettant d'attribuer la construction de l'hôtel des Monnaies à un architecte car les archives de la vice-légation ont été détruites par les troupes d'occupation de Louis XV au XVIIIe siècle puis pendant la Révolution. C'est, suivant Joseph Girard, « la plus italienne des façades d'Avignon ». Il émet la proposition que ses ornements hors d'échelle ont pu être sculptés par Simone Bartolacci, sculpteur florentin, qui est présent à Avignon entre 1615 et 1634.
L'hôtel des Monnaies devient la caserne des Chevau-légers pontificaux en 1760 qu'ils partagent avec la Maréchaussée en 1768 lors de l'occupation française. À la suite de la Révolution française qui voit le rattachement d'Avignon à la France, l'hôtel des Monnaies devient la caserne de la Gendarmerie de 1790 à 1840. Les services de la mairie l'occupent de 1846 à 1852, pendant la construction de l'hôtel de ville. Le conservatoire de musique y est installé à partir de 1860 et y côtoie pendant un temps une caserne des sapeurs-pompiers de la ville.  
L'hôtel des Monnaies a été vendu par la ville d'Avignon en février 2018 pour le transformer en boutique-hôtel.

## Protection
L'hôtel est classé par liste au titre des monuments historiques en 1862.